# California State University, Northridge

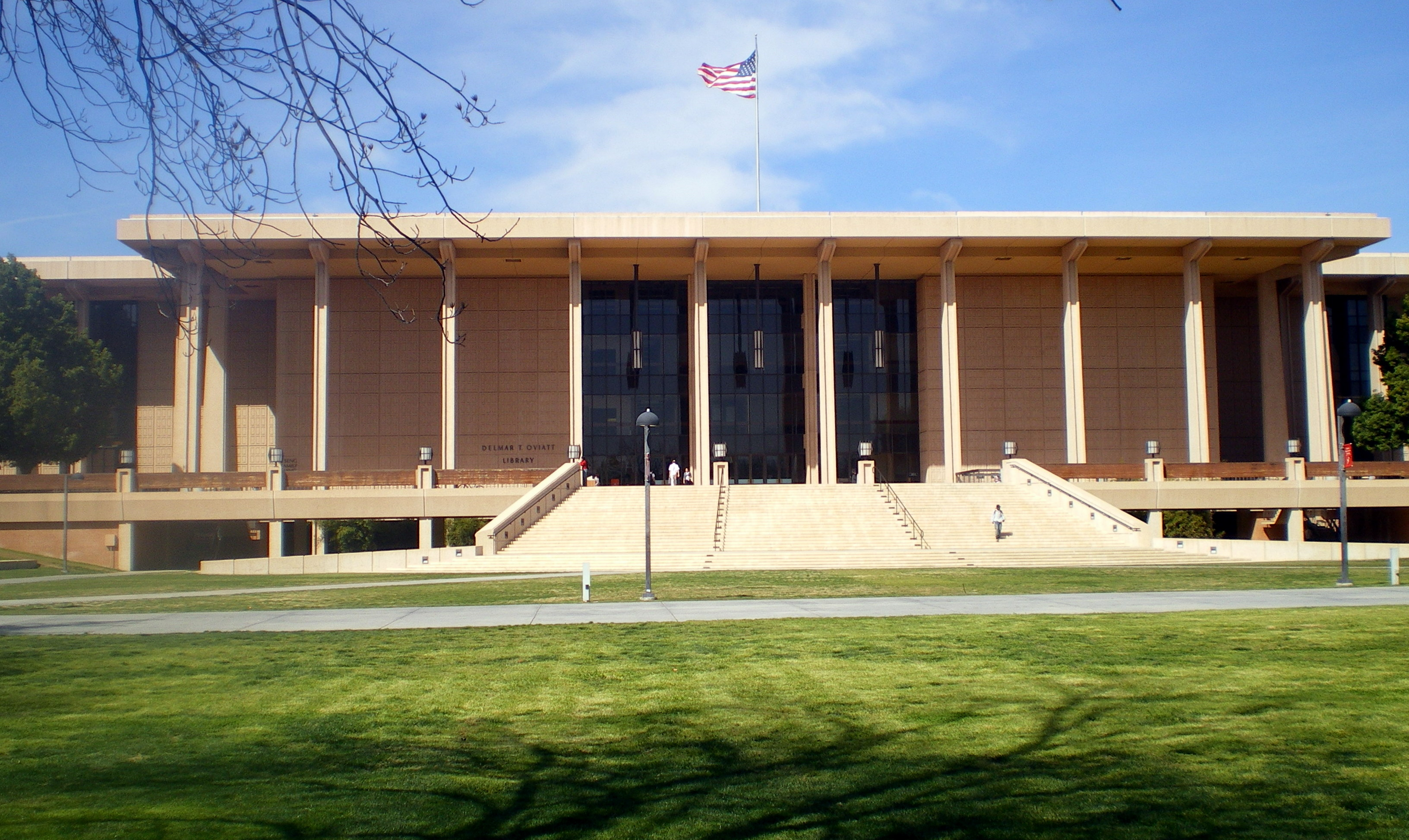
Die Oviatt Library an der CSUN

Die California State University, Northridge (auch CSUN, Cal State Northridge oder C-Sun genannt) ist eine staatliche Universität in Los Angeles im US-Bundesstaat Kalifornien. Mit etwa 33.000 Studenten ist sie eine der größten Hochschulen des California-State-University-Systems.

## Geschichte
Die C-Sun wurde 1958 als San Fernando Valley State College gegründet. 1972 erhielt sie ihren heutigen Namen.

## Sport
Die Sportmannschaften der C-Sun sind die Matadors. Die Hochschule ist Mitglied in der Big West Conference.

## Sonstiges
Auf dem Campus der Hochschule wurden 2008 Szenen für Star Trek gedreht. Das Bibliotheksgebäude diente hier als Modell für die Akademie der Sternenflotte im Star-Trek-Universum.
- Hochschullehrer: Kategorie:Hochschullehrer (California State University, Northridge)